# Coccothraustes
Coccothraustes is een monotypisch geslacht van zangvogels uit de familie van de vinkachtigen (Fringillidae).

## Soorten
Het geslacht kent de volgende soort:
- Coccothraustes coccothraustes – Appelvink